# 1425 w polityce
Wydarzenia polityczne w 1425 roku.

## Wydarzenia
- 25 kwietnia – w Brześciu Kujawskim został sformułowany przywilej generalny dla szlachty (nie wszedł w życie). Przywilej ten został nadany przez Władysława Jagiełłę w Jedlni 4 marca 1430 r.(zaczął obowiązywać), później król powtórzył go w Krakowie w dniu 9 stycznia 1433 r. Przywilej ten gwarantował wolność osobistą szlachty.
- 14 listopada – Brześć Litewski: książęta mazowieccy Siemowit V i Kazimierz II, w imieniu swego ojca Siemowita IV potwierdzili zależność lenną Mazowsza wobec króla Władysława Jagiełły.
- 3 grudnia – wojny husyckie: czescy husyci spalili oba kościoły w Bardzie i ograbili klasztor cysterski w Kamieńcu Ząbkowickim.

## Urodzili się
- 5 stycznia - Henryk IV Bezsilny, król Kastylii i Leónu w latach 1454–1474, antykról Aragonii 1462-1463 (zm. 1474)
- 30 kwietnia - Wilhelm II, margrabia Miśni, landgraf Turyngii, pretendent do tronu książęcego w Luksemburgu (zm. 1482)
- data nieznana - Jan II Andegaweński, książę Lotaryngii od 1453 do śmierci, brat Małgorzaty Andegaweńskiej (zm. 1470)

## Zmarli
- 18 stycznia - Edmund Mortimer, właściciel jednej z największych możnowładczych fortun średniowiecznej Anglii (ur. 1391)
- 27 lutego - Wasyl I, wielki książę moskiewski (zm. 1371)
- 17 marca - Yoshikazu Ashikaga, piąty siogun siogunatu Ashikaga (ur. 1407)
- 21 lipca - Manuel II Paleolog, cesarz bizantyjski (zm. 1350)